# Joachim Wild
Joachim Wild (* 4. März 1942 in Wangen im Allgäu) ist ein deutscher Historiker und Archivar.

## Leben
Von 1961 bis 1966 studierte er (Geschichte, Latein, Katholische Religionslehre) in Tübingen, Wien und München. Nach der Promotion 1969 in München bei Peter Acht in Geschichtlichen Hilfswissenschaften (Beiträge zur Registerführung der bayerischen Klöster und Hochstifte im Mittelalter) war er von 1998 bis 2007 Direktor des Bayerischen Hauptstaatsarchivs. Nach dem Eintritt 1967 in den bayerischen Archivdienst lehrt er seit 1999 als Honorarprofessor für Bayerische Geschichte und Geschichtliche Hilfswissenschaften an der LMU.
Seine Forschungsschwerpunkte sind Quellenkunde zur Bayerischen Geschichte, Typologie der archivalischen Quellen (Urkunden, Amtsbücher, Akten), Bayern im Spätmittelalter und Klöster und Säkularisation. Seine Forschungsprojekte sind Edition der Urkunden und Briefe Konradins (MGH), Biographisches Handbuch der Zentralbehörden und des Hofstaats des Herzogtums Bayern 1508–1799, Spitäler und Spitalarchive in Bayern und Bayerische Landtafeln des Spätmittelalters.

## Schriften (Auswahl)
- Beiträge zur Registerführung der bayerischen Klöster und Hochstifte im Mittelalter. Kallmünz 1973, ISBN 3-7847-4412-5.
- Die Fürstenkanzlei des Mittelalters. Anfänge weltlicher und geistlicher Zentralverwaltung in Bayern. Ausstellung des Bayerischen Hauptstaatsarchivs anläßlich des VI. Internationalen Kongresses für Diplomatik. München, 25. Oktober – 18. Dezember 1983. Neustadt an der Aisch 1983, ISBN 3-7686-9073-3.
- Die Jesuiten in Bayern 1549–1773. Ausstellung des Bayerischen Hauptstaatsarchivs und der Oberdeutschen Provinz der Gesellschaft Jesu. Ausstellung in München, 5. April bis 2. Juni 1991. Weißenhorn 1991, ISBN 3-87437-307-X.
- „Fürste in der Ferne“. Das Herzogtum Niederbayern-Straubing-Holland 1353–1425. Augsburg 2003, ISBN 978-3-927233-86-7.